# کوپسی
۵۸°۱۵′۳۸″ شمالی ۲۶°۱۴′۴۹″ شرقی / ۵۸٫۲۶۰۵۶°شمالی ۲۶٫۲۴۶۹۴°شرقی

کووپسی دهکده‌ای در دهستان الوا واقع در شهرستان تارتو استونی است.